# IPhone 7
iPhone 7 и iPhone 7 Plus — смартфоны корпорации Apple, использующие процессор Apple A10 Fusion, процессор содержит 3,3 миллиарда транзисторов на площади в 125 кв. мм  и операционную систему iOS 10 (первоначально, поддерживает обновление до iOS 15), представленные 7 сентября 2016 года. Диагональ экрана и разрешение была оставлена такой же по сравнению с предыдущими моделями: iPhone 6s и iPhone 6s Plus. Толщина телефона — 7,1—7,3 мм, без учета модуля камеры, выступающей за пределы (двух камер в iPhone 7 Plus). Смартфоны  используют только порт Lightning, лишившись традиционного разъёма TRRS mini-jack (3,5 мм) для подключения проводных наушников. Также телефоны получили защиту от воды и пыли на уровне IP67. 
Прием iPhone 7 был неоднозначным. Хотя рецензенты отметили улучшения в камере, особенно в двойной задней камере модели Plus, телефон подвергся критике за отсутствие инноваций в качестве сборки. Во многих обзорах обсуждалось удаление 3,5-мм разъёма для наушников; некоторые критики утверждали, что это изменение было направлено на расширение лицензирования фирменного разъёма Lightning и продаж собственных беспроводных наушников Apple, и ставили под сомнение влияние изменений на качество звука.

## История
Презентацию нового устройства компания Apple провела в Bill Graham Civic Auditorium 7 сентября 2016 года. Компания решила нарушить традицию публикации статистики предзаказов. Компания Apple объяснила это неактуальностью таких данных для инвесторов и клиентов компании. Информация о продажах в первые выходные определяется объёмом поставок устройств в магазины, а не реальным спросом.

## Характеристики

Нижние части iPhone 6 (сверху) и 7 (снизу). iPhone 7 лишился 3,5-мм разъёма TRRS. По центру виден разъём Lightning.

iPhone 7 Plus

Телефоны iPhone 7 внешне практически идентичны iPhone 6s, среди отличий: симметричность нижнего торца. Аппараты доступны как в 3 традиционных расцветках: «Silver» (серебристый), «Gold» (золотой), «Rose Gold» («Розовое золото»), так и в двух новых вариантах чёрного цвета: «Black» (матовый чёрный) и «Jet Black» («Чёрный оникс»). В марте 2017 года, в рамках благотворительной кампании (RED), была представлена версия в ярко-красном цвете.
В iPhone 7/7 Plus изменён механизм кнопки «Home», в отличие от предыдущих моделей она лишилась механизма нажатия и стала полностью сенсорной и чувствительной к силе нажатия; тактильный отклик при нажатии обеспечивается вибрацией телефона — так называемый «haptic feedback», реализованный при помощи Apple Taptic Engine. Сохранена система «3D Touch» от 6s.

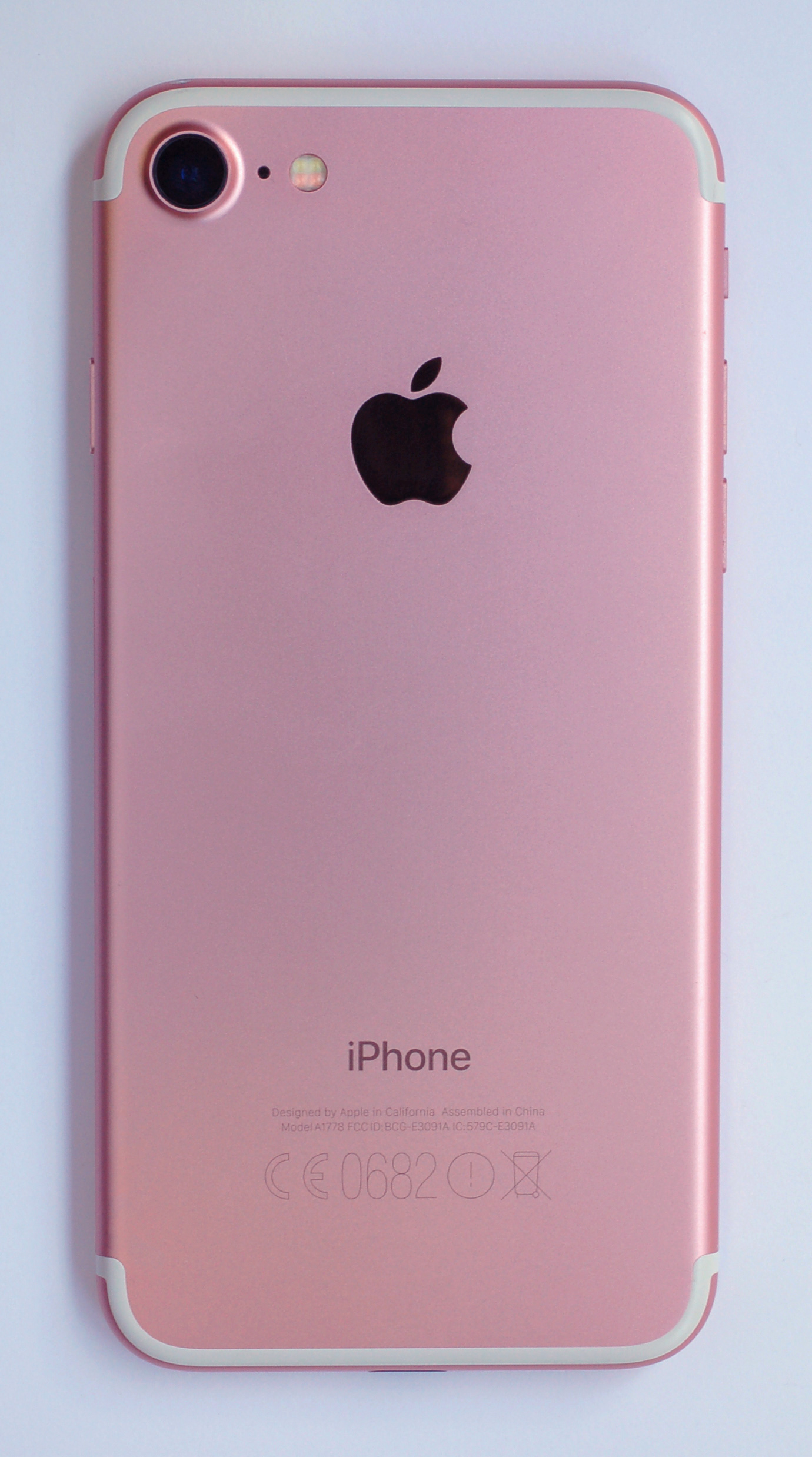
Задняя панель iPhone 7 в цвете «Розовое золото»

iPhone 7/7 Plus также лишились аудио-разъёма TRRS mini-jack (3,5 мм) для подключения наушников. Компания-производитель предлагает либо использовать наушники с цифровым выходом Lightning, либо перейти на беспроводные наушники AirPods на базе чипа Apple W1, либо воспользоваться переходниками с Lightning на TRRS (простейший 10-долларовый переходник поставляется с телефоном, доступны переходники, позволяющие заряжать смартфон во время использования наушников).
iPhone 7 защищён от пыли и воды на уровне IP67 (по мере использования степень защищенности может снизиться), что соответствует (при соблюдении условий эксплуатации) полной пыленепроницаемости и защите от кратковременного погружения в воду на глубину до 1 м. Неисправности, вызванные попаданием воды внутрь аппарата, как и прежде, не покрываются гарантией.
Система на кристалле Apple A10 «Fusion» состоит из 4 процессорных ядер, два из которых являются высокопроизводительными и два энергосберегающими, и 6-ядерного графического процессора. Процессор изготовлен по техпроцессу 16 FinFET компанией TSMC. Вместе с процессором в состав микросборки по технологии InFO входят 4 кристалла памяти.
Две модели iPhone 7 различаются размером, разрешением экрана и количеством камер. Стандартная модель iPhone 7 имеет дисплей диагональю 4,7 дюйма, разрешением 1334x750 пикселей; размеры телефона — 138,3×67,1×7,1 мм, вес — 138 грамм. Увеличенная модель iPhone 7 Plus использует дисплей размером 5,5 дюйма и разрешением 1080p; размеры телефона — 158,2×77,9×7,3 мм, вес — 188 грамм.
В обеих моделях применяется передняя камера FaceTime HD с новым сенсором разрешением 7 МП и основная камера iSight с сенсором 12 МП. В iPhone 7 Plus установлена дополнительная основная 12-МП камера с телефотообъективом, имеющим фиксированное 2-кратное оптическое приближение.
Телефоны оснащаются встроенной флеш-памятью общим объёмом 32 (кроме «Product Red»), 128 или 256 ГБ, часть объёма занята операционной системой и встроенными приложениями.
В зависимости от целевого рынка, iPhone 7 и iPhone 7 Plus может быть или не быть совместимым с сетями CDMA. В первом случае в телефоны встраивается модуль связи от Qualcomm, во втором — от Intel. Широкая поддержка диапазонов LTE, 3G и GSM реализована во всех вариантах.

### Наушники

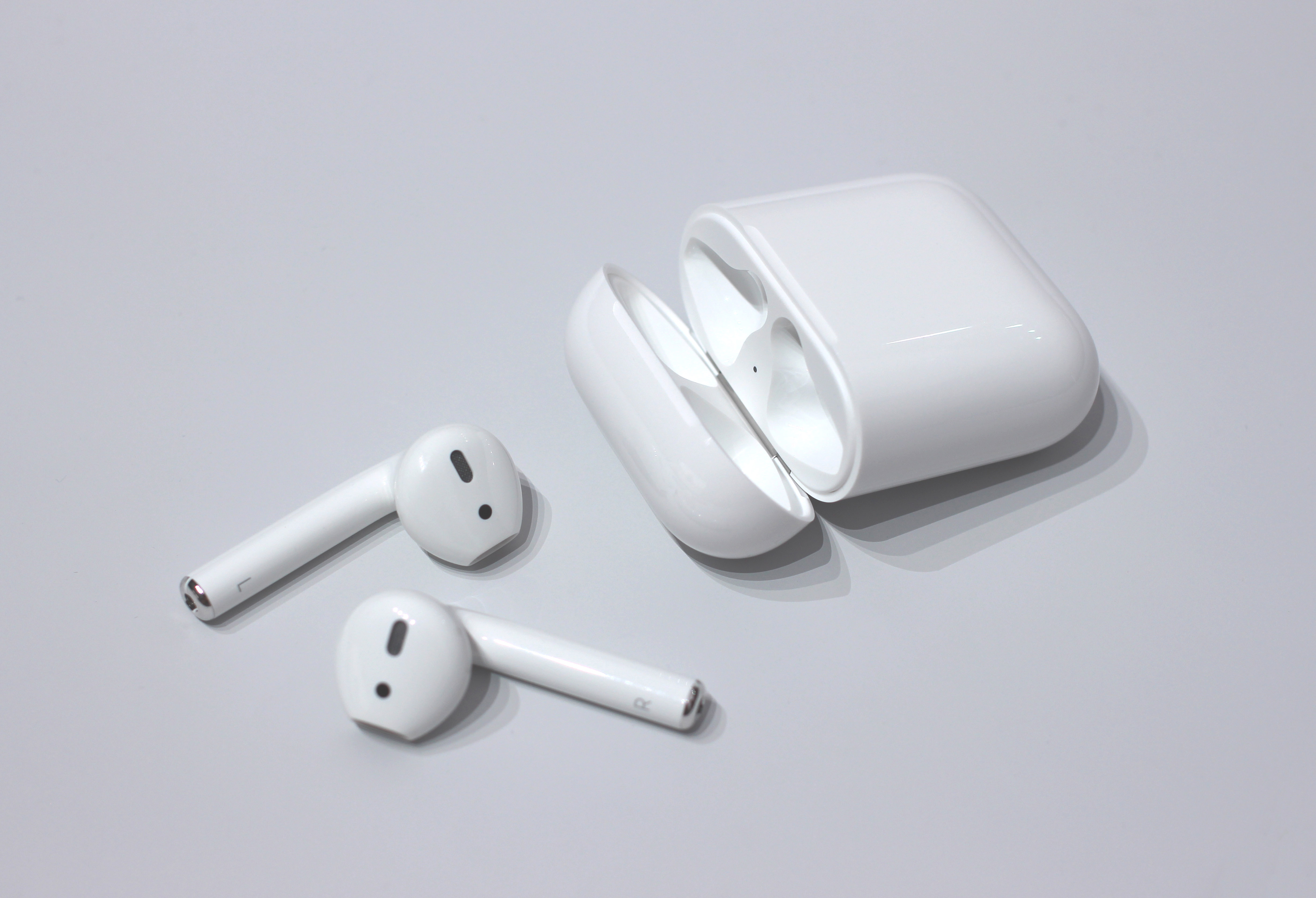
Беспроводные наушники AirPods

Одновременно с новым iPhone 7, компания Apple представила новые беспроводные наушники AirPods на базе чипа Apple W1.

## Программное обеспечение
На момент начала продаж iPhone 7 выходил с предустановленной операционной системой iOS 10.; iPhone 7 Plus получил специальный апдейт 10.1 с поддержкой эксклюзивного портретного режима камеры. В этом режиме камера iPhone 7 Plus может, благодаря своему дублёру, создавать эффект боке. Аппараты получили обновление ОС вплоть до iOS 15 включительно. 
6 июня 2022 года Apple объявила на своём сайте, что iPhone 7/7 Plus не получат поддержку iOS 16.

## Поступление в продажу
Старт продаж нового устройства начался 16 сентября 2016 года в 25 странах. В России продажи начались 23 сентября 2016 года. По данным аналитиков Counterpoint Research, в 2017 году iPhone 7 Plus занял второе место в рейтинге самых продаваемых смартфонов в Китае с долей в 2.8 процента.
С февраля 2018 года на официальном сайте Apple в специальном разделе можно купить восстановленные iPhone 7 и iPhone 7 Plus 2016 и 2017 года выпуска. На такие гаджеты компания дает гарантию 1 год. Стоимость — от $499 за 32 Гб памяти, до $779 — за 256 Гб памяти. Там же продаются бывшие в употреблении iPad, MacBook и Mac. Совершить такую покупку можно только в США.
По подсчётам компании Mixpanel, в 2018 году iPhone 7 стал самым популярным смартфоном Apple на рынке.

## Скорость беспроводной связи
| Тип сотовой сети/беспроводной технологии | Класс             | Частоты, на которых работает сеть | Максимальная скорость Downlink (Mbps) | Максимальная скорость Uplink (Mbps) | Современность        |
| ---------------------------------------- | ----------------- | --------------------------------- | ------------------------------------- | ----------------------------------- | -------------------- |
| GPRS                                     | 2G (2.5G)         | 850, 900, 1800, 1900 МГц          | 0.04                                  | Неизвестно                          | Технология устарела  |
| EDGE                                     | 2G (2.75G)        | 850, 900, 1800, 1900 МГц          | 0.38                                  | Неизвестно                          | Технология устарела  |
| UMTS                                     | 3G                | 850, 900, 1900, 2100 МГц          | 3.6                                   | Неизвестно                          | Технология актуальна |
| HSDPA/HSUPA                              | 3G (3.5G)         | 850, 900, 1900, 2100 МГц          | 14.4                                  | 5.7                                 | Технология актуальна |
| HSPA+                                    | 3G (3.75G)        | 850, 900, 1900, 2100 МГц          | 21                                    | 5.7                                 | Технология актуальна |
| DC-HSDPA                                 | 3G (3.95G)        | 850, 900, 1900, 2100 МГц          | 42                                    | 5.7                                 | Технология актуальна |
| CDMA EV-DO Rev. A                        | 3G (3.5G)         | 800, 1900 МГц                     | 3.1                                   | 1.8                                 | Технология актуальна |
| CDMA EV-DO Rev. B                        | 3G (3.5G)         | 800, 1900 МГц                     | 4.9                                   | 2.4                                 | Технология актуальна |
| LTE                                      | 4G (4.0G)         | 800, 1900, 2600 МГц               | 450                                   | 450                                 | Технология актуальна |
| Wi-Fi                                    | 802.11 a/b/g/n/ac | 2,4 ГГц и 5 ГГц                   | 430                                   | 430                                 | Технология актуальна |
| Bluetooth 4.2                            | 802.15.4          | 2,4 ГГц                           | 1.0                                   | 1.0                                 | Технология актуальна |